# Southgate (Kentucky)
Southgate è una città degli Stati Uniti d'America, situata nello Stato del Kentucky, nella contea di Campbell. 

## Southgate nel cinema
Alcune scene del film Rain Man - L'uomo della pioggia (1988) sono state girate nel cimitero di Southgate.